# Roker Park
Roker Park was een voetbalstadion in de Engelse stad Sunderland, dat van 1898 tot 1997 door Sunderland AFC werd gebruikt. Daarna trokken de Black Cats naar het nieuwe Stadium of Light en werd Roker Park afgebroken.

## Geschiedenis
Roker Park werd officieel geopend op 10 september 1898 met de wedstrijd Sunderland-FC Liverpool, uitslag 1-0. In 1912 werden de tribunes grotendeels gebetonneerd en steeg de capaciteit naar 50.000 bezoekers. In 1929 werd de houten hoofdtribune vervangen door een nieuwe tribune, ontworpen door Archibald Leitch. De bouw van die tribune bracht de club tot de rand van het bankroet. In de jaren 1930 lag de capaciteit van het stadion rond de 60.000 bezoekers. Het grootste aantal bezoekers werd genoteerd bij een FA Cup-match tussen Sunderland en Derby County op 8 maart 1933, toen 75.118 mensen de wedstrijd bijwoonden.
In 1936 werd de 115 meter lange Clock Stand omgebouwd. In 1952 werd floodlight geïnstalleerd zodat ook avondmatchen mogelijk werden.
Roker Park werd geselecteerd als speelveld voor het wereldkampioenschap voetbal 1966. Hiervoor werd het stadion gerenoveerd. Fulwell End kreeg een dak en er werden zitplaatsen geïnstalleerd op de Clock Stand. Er vonden drie groepswedstrijden en de kwartfinale Sovjet-Unie-Hongarije (2-1) plaats in Roker Park.
Nadien raakte het stadion stilaan verouderd. Na de Hillsboroughramp van 1989 besloot de FA dat de stadions volledig met zitplaatsen moesten uitgerust worden. Daardoor viel de capaciteit van Roker Park terug naar 22.500 toeschouwers. Omdat het stadion volledig door woningen omringd was, zag men geen mogelijkheden meer om uit breiden. De club besloot dan om een nieuw stadion te bouwen enkele honderden meters verder. In 1996 werd daar het Stadium of Light gebouwd. Roker Park werd in 1997 afgebroken en op de locatie werd een woonwijk gebouwd.

## WK interlands
| №  | Datum        | Wedstrijd               | Uitslag | Competitie             | Toeschouwers |
| -- | ------------ | ----------------------- | ------- | ---------------------- | ------------ |
| 1. | 13 juli 1966 | Italië – Chili          | 2 – 0   | WK 1966 Groepsfase (D) | 30.000       |
| 2. | 16 juli 1966 | Sovjet-Unie – Italië    | 1 – 0   | WK 1966 Groepsfase (D) | 27.800       |
| 3. | 20 juli 1966 | Sovjet-Unie – Chili     | 2 – 1   | WK 1966 Groepsfase (D) | 22.000       |
| 4. | 23 juli 1966 | Sovjet-Unie – Hongarije | 2 – 1   | WK 1966 Kwartfinale    | 26.844       |